# 保加利亚—葡萄牙关系
保加利亚-葡萄牙关系是保加利亚和葡萄牙之间的外交关系，两国于1925年建立外交关系。它们于1945年断交，但是于1974年6月24日重新建立外交关系。保加利亚在里斯本设有大使馆和名誉领事馆。葡萄牙在索非亚设有大使馆。这两个国家都是欧盟和北约的正式成员。

## 国事访问
2003年，保加利亚总理西美昂·萨克森-科堡-哥达斯基访问葡萄牙，表示“加入欧盟后，借鉴葡萄牙的经济发展经验将是有益的”。
2004年12月，保加利亚总统格格奥尔基·珀尔瓦诺夫访问葡萄牙。

## 协定
2007年，两国签署了警察合作协议。